# خوسيه ماريا ريفاس
خوسيه ماريا ريفاس (بالإسبانية: José María Rivas)‏ هو لاعب كرة قدم سلفادوري في مركز الهجوم، ولد في 12 مايو 1958 في سان سلفادور في السلفادور، وتوفي في 9 يناير 2016 بسبب ابيضاض الدم. شارك مع منتخب السلفادور لكرة القدم. أما مع النوادي، فقد لعب مع أتلتيكو مارته ‏.

## وصلات خارجية
- خوسيه ماريا ريفاس على موقع الاتحاد الدولي (مؤرشف)  (الإنجليزية)
- خوسيه ماريا ريفاس على موقع قاعدة بيانات كرة القدم.إي يو (الإنجليزية)
- خوسيه ماريا ريفاس على موقع ناشيونال فوتبول تيمز (الإنجليزية)
- خوسيه ماريا ريفاس على موقع Soccerway.com (الإنجليزية)
- خوسيه ماريا ريفاس على موقع عالم كرة القدم.نت (الإنجليزية)